# Thespesia thespesioides
Thespesia thespesioides är en malvaväxtart som först beskrevs av R. Brown och George Bentham, och fick sitt nu gällande namn av P.A.Fryxell. Thespesia thespesioides ingår i släktet Thespesia och familjen malvaväxter. Utöver nominatformen finns också underarten T. t. flaviflora.